# Solo for Zoot
Solo for Zoot è un album live di Zoot Sims, pubblicato dalla Fontana Records nel 1962. Il disco fu registrato (dal vivo) il 13-15 novembre del 1961 al Ronnie Scott's Club di Londra, Inghilterra.

## Tracce
Lato A
1. Blues in E Flat – 8:53 (G. McFarlen (Gary McFarland))
2. Somebody Loves Me – 6:50 (George Gershwin, Ballard McDonald, Buddy De Sylva)

Lato B
1. Stompin' at the Savoy – 6:30 (Benny Goodman, Chick Webb, Edgar Sampson)
2. Autumn Leaves – 7:24 (Joseph Kosma, Jacques Prévert, Johnny Mercer)

## Musicisti
- Zoot Sims - sassofono tenore
- Stan Tracy (Stan Tracey) - pianoforte
- Kenny Napper - contrabbasso
- Jackie Dougan - batteria[3]